# めぐり逢い (CHAGE and ASKAの曲)
「めぐり逢い」（めぐりあい）は、CHAGE&ASKA（現：CHAGE and ASKA）の楽曲。自身の36作目のシングル。ポニーキャニオンから1994年11月16日に発売された。

## 背景
前作「HEART/NATURAL/On Your Mark」から約3か月でのシングルリリース。
1990年以降、シングルのCDジャケットには“CHAGE AND ASKA”のロゴが使用されていたが、次作以降はシングル・アルバム通して使用されていないため、本作のジャケットが最後の使用となった。

## チャート成績
オリコン週間ランキングで初登場1位を獲得した。オリコンによる累計売上枚数は125.2万枚を記録し、前作から2作連続・通算5作目のミリオンセラーを達成した。282.2万枚を記録した「SAY YES」、241.9万枚を記録した「YAH YAH YAH/夢の番人」に次ぐ3番目のヒットとなっている。

## 収録曲
| 全編曲: 澤近泰輔。 |                                         |           |           |       |
| #                  | タイトル                                | 作詞      | 作曲      | 時間  |
| 1.                 | 「めぐり逢い」                          | 飛鳥涼    | 飛鳥涼    | 5:53  |
| 2.                 | 「濡れた夢」                            | CHAGE     | CHAGE     | 5:46  |
| 3.                 | 「めぐり逢い （オリジナル・カラオケ）」 | -         | 飛鳥涼    | 5:50  |
| 合計時間:          | 合計時間:                               | 合計時間: | 合計時間: | 17:29 |

| 全編曲: 澤近泰輔。 |                                         |           |           |       |
| #                  | タイトル                                | 作詞      | 作曲      | 時間  |
| 1.                 | 「めぐり逢い」                          | 飛鳥涼    | 飛鳥涼    | 5:53  |
| 2.                 | 「濡れた夢」                            | CHAGE     | CHAGE     | 5:46  |
| 3.                 | 「めぐり逢い （オリジナル・カラオケ）」 | -         | 飛鳥涼    | 5:53  |
| 4.                 | 「濡れた夢 （オリジナル・カラオケ）」   | -         | CHAGE     | 5:43  |
| 合計時間:          | 合計時間:                               | 合計時間: | 合計時間: | 23:15 |

## 楽曲解説
1. めぐり逢い
フジテレビ系月9ドラマ『妹よ』主題歌。
ASKAは、1957年の映画『めぐり逢い』の内容と題名にインスパイアされて生まれた楽曲だとしている[5]。曲作りに関しては、発売当時に「今回はとにかく歌で説得することしか考えてなくて音を重ねることをしなかった。イントロもギターのコード進行だけで、曲自体も複雑なコードは使っていない。今までいろんなことにトライしてきたけど、今の気分が複雑なコードを受け付けなくなっている。そういう意味では、僕の曲作りに新しい展開が忍び寄ってきているのかもしれない。」と述べている[6]。
2004年4月7日発売の企画シングル盤「SEAMLESS SINGLES」に収録され、2010年に発売されたアルバム『君の知らない君の歌』で、ASKAがセルフカバーしている。
2. 濡れた夢
CHAGEは、「自分の中のチャゲアスのイメージを壊しにかかった曲」だと述べている[7]。だから、「めぐり逢い」の曲調とは敢えて異なる方向性のものをカップリングに収録した。
3. めぐり逢い （オリジナル・カラオケ）
4. 濡れた夢 （オリジナル・カラオケ）
カセット盤のみに収録。

## 収録アルバム
国内盤
- Code Name.1 Brother Sun (#1)
- CODE NAME.2 SISTER MOON (#2)
- CHAGE&ASKA VERY BEST ROLL OVER 20TH (#1)

海外盤
- GREATEST HITS (#1)
- Asian Communications Best (#1)

## カバー作品
めぐり逢い
- 甲斐よしひろ - （2008年、カバー・アルバム『TEN STORIES 2』）